# Jack Sonni
John Thomas Sonni, dit Jack Sonni, né le 9 décembre 1954 à Indiana en Pennsylvanie et mort le 30 août 2023, est un guitariste américain, membre du groupe Dire Straits.

## Biographie
Ce guitariste débute avec Dire Straits en 1984 lors des sessions d'enregistrement de l'album Brothers In Arms.
On le retrouve avec le groupe au Live Aid, puis sur l'immense tournée de Brothers In Arms. Avec son bandana vissé sur la tête, il assure alors une guitare rythmique efficace.
À la naissance de ses filles, il cesse de jouer en tant que professionnel pour commencer une carrière de directeur commercial. Il connaît ainsi diverses firmes, toutes liées à la guitare : fabricant de micros (Seymour Duncan), d'amplis (Rivera), d'effets (Line 6). De 2001 à 2006, il occupe le même type de fonction pour la chaîne de magasins Guitar Center.
Lorsqu'il quitte cette dernière entreprise, il partage son temps entre le surf et l'écriture.
Il joue dans un groupe baptisé Los Perros de Amor.